# Šimon Sidon
Rabi Šimon Sidon (1815, Nádas/Trstín – 1891, Trnava) byl významný trnavský rabín.

## Život a činnost
Narodil se v slovenském  Trstíně jako syn Jehudy Sidona z rodiny Cigan z Dolních Kounic a Edel Sonnenfeldové.
Ve třinácti letech vstoupil do ješivy Chatama Sofera v Bratislavě, kde studoval devět let a byl zde ordinován na rabína. O svém učiteli napsal, že mu byl velmi blízký, viz ukázka.
Roku 1838 se vrátil do rodné Nadaše, kde se oženil s Rachel Duschinskou, kde pokračoval ve studiích u svého strýce rabi Šmu'ela ben Davida Nadiš Sonnenfelda, dědečka Josefa Chaima Sonnenfelda.
V letech 1845 – 1856 byl rabínem v Cíferu a poté se stal rabínem obnovené židovské komunity v Trnavě, odkud byli předtím Židé roku 1539 vypovězení a v katolické Trnavě měli pobyt zakázán. V jeho době zde byla založená nová Synagoga Status Quo a nový židovský hřbitov, kde je také pochován.
Prožil rozkol v maďarské židovské komunitě, kdy vznikl neologický směr, ke kterému se přihlásila většina vůdců. Na Michalovské synodě roku 1865 menšina založila židovskou ortodoxii, která do této doby neexistovala. Patřil k těm, kteří chtěli zachovat status quo ante, tedy stav před rozkolem.
Rabín Šimon Sidon je praprastrýcem pražského rabína Karola Efraima Sidona.
| „                                         | Učil jsem se v mládí devět let u marana Moše Sofera od roku 589 do 598 a nalezl jsem přízeň v očích svého učitele a byl jsem zván k jeho stolu... Pak jsem se po mnoho let učil s žáky ješivot, ale když jsem onemocněl a nemohl jsem se už učit společně s mnohými, usadil jsem se v Ciferi od roku 605 do roku 616 a tehdy jsem přišel do města Trnavy a seděl jsem v klidu a míru až do roku 1881, kdy se sebralo na čtyřicet mužů, mezi nimi mnoho prázdných a ukvapených a oddělili se od nás a založili ortodoxní obec. Jejich cíle nebyly ale zbožné a vyhledávali jen spory a rozvrat naší věhlasné a krásné obce. Zbytek členů obce však řekl zůstaneme status quo jak jak tomu bylo dodnes, že byl Šulchan aruch svící, která vedla naše kroky a osvětloval nám naše cesty. Cožpak sami nevidíme, že mnozí z těch, kteří si říkají ortodoxní, nedodržují šabaty a svátky, jedí nekošer maso a páchají mnohé hříchy, čemu tedy prospěje změna názvu? | “ |
| — Ukázka z předmluvy ke knize Ševet Šimon | |   |

## Dílo
- Ot brit (Znamení smlouvy), 1850, (jedná o obřízce a přestupu na židovskou víru)
- Bejt menucha, Pressburg 1869 (online na hebrebooks.org)
- Ševet Šimon, Pressburg 1884, Vídeň 1888, Pressburg 1891